# Погорілий Леонід Володимирович
Погорілий Леонід Володимирович — доктор технічних наук, академік Української академії аграрних наук, Російської академії сільськогосподарських наук, Академії інженерних наук України, лауреат Державної премії України в галузі науки і техніки, заслужений діяч науки і техніки України, член Асоціації сільськогосподарських інженерів США , видатний спеціаліст вітчизняного сільгоспмашинобудування, фундатор системного підходу до методології випробувань сільськогосподарської техніки .

## Життєпис
Л.В. Погорілий народився 13 вересня 1934 року в селі Черепин Тетіївського району Київської області. Після закінчення П’ятигірської середньої школи приїхав до Києва і вступив до Української сільськогосподарської академії на факультет механізації сільського господарства. Після успішного закінчення сільськогосподарської академії в 1958 році молодий фахівець приїхав за призначенням в Українську машиновипробувальну станцію (УкрМВС). Л.В. Погорілий працював над становленням та розвитком системи машиновипробувань в Україні. З 1958 по 1960 рр. – старший науковий співробітник, 1960-1962 рр. – керівник лабораторії випробувань бурякових машин, 1962-1976 рр. – головний інженер, заступник директора з наукової роботи УкрМВС.
Леонід Погорілий став доктором технічних наук (1976), професором (1981), [академіком ВАСГНІЛ (1988)]. Заслужений діяч науки і техніки України (1996). Лауреат Державної премії України (1992) і премії Ради Міністрів України (1979). Нагороджений орденами Трудового Красного Знамені (1977), Дружби народів (1986), 3 медалями СРСР и України. Обраний академіком Української академії аграрних наук (1991), Української академії інженерних наук (1998), став членом Американської громади інженерів сільського господарства — ASAE (США). 
Діяльність академіка Л.В. Погорілого активно вивчається науковою громадськістю, його ім'я вноситься у відповідні довідники, пишуть про нього статті та інші наукові праці, проводять конференції тощо. Аналіз наукових здобутків академіка Л.В. Погорілого показує, що як видатний вчений він залишив після себе значний доробок наукових здобутків, який налічує близько 500 наукових праць, серед яких понад 40 книг і монографій, 50 авторських свідоцтв та патентів на винахід. Він розробив теоретичні основи системних методів випробувань та прогнозування розвитку нової сільськогосподарської техніки і агротехнологій, якими ще тривалий час будуть користуватися вчені, інженери та конструктори в галузі сільськогоподарського машинобудування та випробування техніки та обладнання.
Вчений-випробувач Леонід Погорілий 45 років свого життя присвятив створенню єдиної в Україні наукової школи випробувачів сучасної сільськогосподарської техніки. Як талановитий вчений-педагог він виховав ціле покоління інженерів аграрного виробництва та науковців-випробувачів сільгосптехніки.  

## Визнання
УкрНДПІВТ (Український науково-дослідний інститут прогнозування та випробовування техніки і технологій для сільськогосподарського виробництва) присвоєно ім'я Леоніда Володимировича Погорілого. Тут вчений пропрацював 45 років, пройшовши шлях від інженера-випробувача до директора інституту. Леонід Володимирович заслужено вважається фундатором системного підходу до створення і випробувань сільськогосподарської техніки. На визнання видатних заслуг перед українською аграрною наукою ім’я Л.В. Погорілого, розпорядженням Кабінету міністрів України № 813-р від 26 грудня 2003 року , було присвоєно Українському науково-дослідному інституту прогнозування та випробування техніки і технологій для сільськогосподарського виробництва.